# Comtats preservats de Gal·les

Comtats preservats de Gal·les
(1) Gwent
(2) South Glamorgan
(3) Mid Glamorgan
(4) West Glamorgan
(5) Dyfed
(6) Powys
(7) Gwynedd
(8) Clwyd

Els comtats preservats de Gal·les són les actuals àrees usades en Gal·les amb propòsits cerimonials d'intendència i seu del xèrif. Estan basats en els comtats creats per la Llei de Govern Local de 1972 i s'usats per al govern local i altres assumptes entre 1974 i 1996.

## Ús
La Llei del Govern Local de Gal·les de 1994 va abolir els vuit comtats cerimonials creats per la Llei de Govern Local de 1972. No obstant això, va crear el concepte de comtats preservats segons les seves àrees parar utilitzar-se amb intencions com intendència. Aquest ús es va consolidar per part de la Llei d'Intendències de 1997
A més d'aquestes dues funcions cerimonials, les Comissions de Frontera haurien d'evitar creuar les fronteres dels comtats preservats en elaborar les circumscripcions electorals al Parlament, on sigui practicable.
Alguns estatuts ja en vigor foren esmenar per a fer-ne referència, com el 200, les úniques provisions que encara romanen són:
- La Llei de Xèrifs de 1887 - Als comtats preservats hi són designats els Alts Xèrifs.
- La Llei de Defensa de 1842 - Hi fan referència els Lord Tinents.
- La Llei d'Indústria Pesquera del Mar (Marisc) de 1967 - S'hi reserven porcions rellevants de la dins dels comtats preservats.
- La Llei de Circumscripcions Electorals del Parlament de 1986 - Cap comtat preservat ni cap part d'un comtat preservat s'inclourà en una circumscripció electoral que inclogui la totalitat de la part de qualsevol altre comtat preservat.

## Canvis fronterers
Els comtats preservats eren a l'origen gairebé idèntics als de 1974–1996, però amb uns petits canvis fets amb la intenció d'assegurar-se que els comtats preservats es componguessin d'àrees principals completes. Llanrhaeadr-ym-Mochnant, Llansilin i Llangedwyn es van transferir de Clwyd a Powys, i Wick, St Brides Major, Ewenny i Pentyrch de Mid Glamorgan a South Glamorgan. No obstant això, aquests canvis encara van deixar dos municipis comtals, Conwy i Caerphilly dividits entre comtats preservats.
Per rectificar-ho, l'Assemblea Nacional de Gal·les va fer dos canvis substancials a les fronteres que van entrar en vigor el 2 d'abril de 2003. La part de l'àrea de govern local de Conwy que havia pertangut a Gwynedd es transferí a Clwyd, i la part de l'àrea de govern local de Caerphilly que havia pertangut a Mid Glamorgan es transferí a Gwent. La frontera entre Mid Glamorgan i South Glamorgan també es realineà per a reflectir petits canvis a les fronteres del govern local. Cada comtat preservat abasta avui dia entre una i cinc àrees de govern local completes.

## Llista de comtats preservats
Les xifres de població són estimacions a mitjan any de 2007, de l'Oficina d'Estadístiques Nacionals, agrupant xifres d'àrees d'autoritats unitàries als seus respectius comtats preservats
| Nom             | Comprèn                                                    | Àrea (km²) | Població |
| --------------- | ---------------------------------------------------------- | ---------- | -------- |
| Clwyd           | Conwy, Denbighshire, Flintshire, Wrexham                   | 2.910      | 491.100  |
| Dyfed           | Carmarthenshire, Ceredigion, Pembrokeshire                 | 5.780      | 375.200  |
| Gwent           | Blaenau Gwent, Caerphilly, Torfaen, Monmouthshire, Newport | 1.553      | 560.500  |
| Gwynedd         | Anglesey, Gwynedd                                          | 3.262      | 187.400  |
| Mid Glamorgan   | Bridgend, Merthyr Tydfil, Rhondda Cynon Taff               | 781        | 423.200  |
| Powys           | Powys                                                      | 5.196      | 132.000  |
| South Glamorgan | Cardiff, Vale of Glamorgan                                 | 475        | 445.000  |
| West Glamorgan  | Neath Port Talbot, Swansea                                 | 820        | 365.500  |